# تروگبرگ
تروگبرگ (به لاتین: Trugberg) یک کوه در سوئیس است که در کانتون برن واقع شده‌است. تروگبرگ ۳٬۹۳۳ متر بالاتر از سطح دریا واقع شده‌است.